# Эндодонтия
Эндодонтия (лат. endodontics) — раздел стоматологии, изучающий строение и функцию эндодонта (комплекса тканей, включающего пульпу и дентин, которые связаны между собой морфологически и функционально), методику и технику манипуляций в полости зуба при травме, патологических изменениях в пульпе, периодонте и по другим различным показаниям. Это наука об анатомии, патологии и методах лечения полости зуба и корневых каналов (эндодонта).
Цели и этапы эндодонтического лечения:
- Устранение инфекции внутри корневой канальной системы:
  - удаление пульпы или её распада;
  - удаление инфицированного дентина.
- Придание корневому каналу необходимой формы для подготовки к пломбированию.
- Повышение эффективности действия используемых лекарственных средств.

Лечение зубов, нуждающихся в терапии корневых каналов, включает в себя следующие этапы:
- Точную клиническую диагностику;
- Специальную подготовку;
- Обезболивание;
- Обеспечение максимальной асептики;
- Обеспечение наиболее краткого и достаточного доступа к устьям корневых каналов;
- Первичную очистку канала, определение точной рабочей длины, инструментальное прохождение, расширение и формирование, обтурацию корневых каналов и её контроль.